# Murmastiene
Murmastiene est un pagasts de Lettonie.